# Meiosimyza emarginata
Meiosimyza emarginata är en tvåvingeart som först beskrevs av Becker 1895.  Meiosimyza emarginata ingår i släktet Meiosimyza och familjen lövflugor. Inga underarter finns listade i Catalogue of Life.